# Landinrichting
Landinrichting is het inrichten of herinrichten van een landelijk gebied door of namens de overheid. In Nederland worden landinrichtingsmaatregelen gereguleerd door de Wet inrichting landelijk gebied (WILG).uit 2006. Deze wet is die de opvolger van de Wet op de Ruilverkaveling uit 1924 en de Landinrichtingswet uit 1985. Bij landinrichting laat de overheid zich leiden door de doelen van het Ruimtelijke Ordeningsbeleid in het betreffende gebied. Daarbij kunnen verschillende doelstellingen centraal staan, zoals
- land-, tuin- en bosbouw
- natuur en landschap
- infrastructuur (verkeersinfrastructuur en waterbeheer)
- openluchtrecreatie
- cultuurhistorie

Het ruilen van gronden is een van de krachtigste instrumenten uit de bovengenoemde wetten. Landinrichtingsplannen worden vastgestel door Gedeputeerde Staten van de betreffende provincie. De uitvoering kan in handen worden gelegd van een afzonderlijke bestuurscommissie (eerder ruilverkavelingscommissie genoemd).
Eventuele geschillen over de beschrijving van de bestaande situatie, het feitelijke ruilplan én over de financiële afwikkeling kunnen worden voorgelegd aan de civiele rechter (arrondissementsrechtbank).

## Landinrichtingsvormen
Initieel (onder de Landinrichtingswet) werden vier vormen van landinrichting onderscheiden:
1. Herinrichting
2. Ruilverkaveling
3. Aanpassingsinrichting
4. Ruilverkaveling bij overeenkomst

### Herinrichting
Van herinrichting is sprake als het gebied naar een veelheid aan functies wordt aangepast. Het besluit tot herinrichting wordt uitsluitend genomen door de Provinciale Staten en dient het algemeen belang. Herverkaveling kan zowel op een gedeelte als op het hele gebied toegepast worden. Bij herinrichting bestaat (in tegenstelling tot ruilkaveling) de mogelijkheid tot onteigening. Daarnaast kan men 3% van het land gebruiken voor het verbeteren van wegen en waterlopen. 

### Ruilverkaveling
Van ruilverkaveling is sprake als het gebied met name ten behoeve van agrarische doeleinden wordt aangepast. Het besluit tot ruilverkaveling wordt genomen door eigenaren (en/of gebruikers) van de gronden middels een stemming. De herverkaveling is op het gehele gebied van toepassing. Er kan geen onteigening plaatsvinden, maar wel kan 5% van het land gebruikt worden voor openbaar nut (niet beperkt tot verbeteren van wegen en waterlopen). 
Deze vorm van landinrichting is ontleend van de Ruilverkavelingswet 1954. 

### Aanpassingsinrichting
Van aanpassingsinrichting is sprake wanneer er uitsluitend veranderingen plaats vinden aan (op zichzelf staande) infrastructurele voorzieningen van nationaal of regionaal belang. Hierbij kan gedacht worden aan aanleggen van een land- of vaarweg, een dijk,  militair oefenterrein, of een natuurreservaat. 
De aanpassingsinrichting werd geschapen met het doel nadelige effecten van dergelijke infrastructurele veranderingen op te vangen. Hiervoor kunnen verschillende maatregelen en voorzieningen met betrekking tot de infrastructuur, de land-, tuin- en bosbouw, de natuur, het landschap en de openluchtrecreatie getroffen worden. Het verzoek tot een aanpassingsinrichting kan alleen ingediend worden door een instantie met verantwoordelijkheid voor het infrastruturele project.

### Ruilverkaveling bij overeenkomst
Is een vorm van vrijwillige kavelruil waarbij drie of meer grondeigenaren in samenspraak opnieuw verkavelen. Dit is overwegend een juridisch-administratieve handeling. 
Deze vorm van landinrichting is ontleend van de Ruilverkavelingswet 1954.